# Piggate
Piggate este un scandal ce îl implică pe David Cameron, primul-ministru al Regatului Unit. În septembrie 2015, ziarul "Daily Mail" a publicat capitole din cartea Call me Dave de Michael Ashcroft, în care acesta declara că Cameron ar fi făcut parte din organizația „Piers Gaveston” pe când locuia în Oxford. Ashcroft a spus că, drept ritual de inițiere în acest organizație, Cameron ar fi facut sex cu un porc mort.